# Arnold Corns
Arnold Corns — рок-группа, созданная Дэвидом Боуи в 1971 году, её название было вдохновлено песней Pink Floyd «Arnold Layne».

## История
Arnold Corns был одним из сайд-проектов Дэвида Боуи и чем-то вроде пробного аккомпанирующего состава для альбома The Rise and Fall of Ziggy Stardust and the Spiders from Mars. Группа была сформирована из учеников Даличского колледжа (гитарист Марк Карр-Причард, басист Питер Дешомоджи и барабанщик Тим Бродбент) — Боуи присоединился к ним в качестве автора текстов. В тот же период он также начал сотрудничать с 19-летним дизайнером Фредди Барретти (урождённый: Фредерик Барретт, он же Руди Валентино), с которым познакомился в клубе El Sombrero (Кенсингтон) и называл выдающимся танцором. Вскоре Дэвиду пришла идея объединить Барретти и Arnold Corns. Весной 1971 года была создана переработанная версия Arnold Corns с обновлённым составом музыкантов, в который входили Мик Ронсон, Мик Вудманси и Тревор Болдер. Боуи занялся сочинением собственного материала, который позже был выпущен на альбоме Hunky Dory, а также песен для Бурретти, с которыми ему помогал Оливер Абрахам. Несмотря на то, что Барретти числился фронтменом группы, фактически он не спел на одной из её песен так как сомневался в своих вокальных способностях. В итоге все партии записал Боуи, хотя, в тот период, его имя запретили размещать на синглах группы из-за контрактных обязательств с лейблом Philips Records. Это была последняя группа Боуи перед созданием The Spiders from Mars.
10 марта 1971 года на студии Radio Luxembourg состоялась первая сессия группы, во время которой были записаны песни «Lady Stardust», «Right on Mother» и «Moonage Daydream». Вторая сессия проходила на студии Trident 4 июня, её результатом стали композиции «Man in the Middle» и «Looking for a Friend».
Дебютный сингл группы «Moonage Daydream» (с устным вступлением «whenever you’re ready»), с би-сайдом «Hang On to Yourself», был выпущен лейблом B&C Records 7 мая 1971 года -провалившись в чартах. Обе эти песни впоследствии были перезаписаны для альбома Ziggy Stardust с обновлёнными текстами. Версии Arnold Corns появились в качестве бонус-треков на переиздании альбома The Man Who Sold the World компанией Rykodisc (без устного вступления к «Moonage Daydream»).
Второй сингл «Looking for a Friend», с би-сайдом «Man in the Middle» (вокал Валентино), был запланирован к выпуску, но в итоге отменён (релиз все же состоялся спустя годы — в 1985 году на Krazy Kat Records). В августе 1972 года лейбл B&C Records выпустили в качестве второго сингла песню «Hang on to Yourself», с би-сайдом «Man in the Middle».

Барретти разработал несколько костюмов для Боуи, которые теперь выставлены в Музее Виктории и Альберта (в рамках выставки David Bowie Is). Он умер в 2001 году. Жена Боуи, Анджела, так отзывалась о модельере: 
Создавал ли он одежду для других? Нет, не уверена. Может быть, только несколько вещей. Он просто был так занят [Боуи] и вашей покорной слугой, что всё получалось эксклюзивным.

## Участники группы
- Дэвид Боуи — вокал, гитара, фортепиано
- Фредди Барретти — вокал
- Мик Ронсон — электрогитара
- Марк Карр-Притчард — гитара, вокал
- Тревор Болдер — бас-гитара
- Мик Вудманси — ударные

Основными участниками группы были Боуи, Марк Карр-Причард (настоящее имя Марк Притчетт), басист Питер «Полак» Дешомоджи и барабанщик Тим «Сен-Лоран» Бродбент.
Барретти никогда не пел ни на одной из записей группы. Вышеупомянутый состав участвовал в сессиях песен «Moonage Daydream» / «Hang Onto Yourself». Ронсон, Болдер и Вудманси участвовали в более поздних сессиях.
Карр-Причард — автор и ведущий вокалист песни «Man in the Middle» (хотя авторство приписывается Боуи).
Предполагается, что третьим вокалистом, спевшим с Боуи и Карр-Причардом в песне «Looking For a Friend», является Микки Кинг (который записал песню Боуи «Rupert the Riley»).

## Название
Название группы было вдохновлено песней Pink Floyd «Arnold Layne», написанной создателем коллектива Сидом Барреттом, чьим большим поклонником был Боуи. «Вероятно, Барретт привил эту идею Дэвиду [новаторство в рок-музыке], который не просто подхватил музыкальное течение, но понял, что произошло с Сидом, почему он ушёл из Pink Floyd, как он медленно сходил с ума и уходил на задний план; несомненно, Сид очень вдохновлял его», — отмечал продюсер Тони Висконти.